# Grand Prix Formule 1 van Groot-Brittannië 1997
De Grand Prix Formule 1 van Groot-Brittannië 1997 werd gehouden op 13 juli 1997 op Silverstone.

## Verslag
De beide Williams' bezetten de eerste startrij, maar Heinz-Harald Frentzen liet bij de start zijn motor afslaan en moest achteraan de race aanvangen,  terwijl de race herstart moest worden.
Voor hem duurde de race niet lang: in de eerste ronde botste Frentzen met Jos Verstappen en vloog met een lekke band van de baan.
De safety-car moest uitkomen omdat de eveneens gecrashte Minardi van Katayama nog op de baan stond.
Jacques Villeneuve leidde de race tot hij tijdens een pitstop problemen kreeg met een vastzittende wielmoer,  dit kostte hem een halve minuut.
Hierdoor leidde Michael Schumacher met een royale voorsprong van 40 seconden, maar hij moest opgeven met een aangelopen wiellager.
Villeneuve klom inmiddels op naar plaats 2, vlak achter Mika Häkkinen.
Inhalen leek een moeilijke opgave te worden,  maar met nog 8 ronden te gaan eindigde de race van de Fin met een opgeblazen motor zodat Villeneuve toch zijn 10 wk-punten wist binnen te slepen. 
Alexander Wurz bewees zijn rol als invaller bij Benetton, met een derde plaats achter teamgenoot Jean Alesi. 
Damon Hill raakte van de hatelijke nul door zesde te worden,  geholpen door het uitvallen van Shinji Nakano in de laatste ronde.

## Uitslag
| Positie | Nummer | Rijder                | Team              | Ronden | Tijd/Opgave         | Startplaats | Punten |
| ------- | ------ | --------------------- | ----------------- | ------ | ------------------- | ----------- | ------ |
| 1       | 3      | Jacques Villeneuve    | Williams-Renault  | 59     | 1:28:01.665         | 1           | 10     |
| 2       | 7      | Jean Alesi            | Benetton-Renault  | 59     | +10.205             | 11          | 6      |
| 3       | 8      | Alexander Wurz        | Benetton-Renault  | 59     | +11.296             | 8           | 4      |
| 4       | 10     | David Coulthard       | McLaren-Mercedes  | 59     | +31.229             | 6           | 3      |
| 5       | 11     | Ralf Schumacher       | Jordan-Peugeot    | 59     | +31.880             | 5           | 2      |
| 6       | 1      | Damon Hill            | Arrows-Yamaha     | 59     | +1:13.552           | 12          | 1      |
| 7       | 12     | Giancarlo Fisichella  | Jordan-Peugeot    | 58     | +1 Ronde            | 10          |        |
| 8       | 14     | Jarno Trulli          | Prost-Mugen-Honda | 58     | +1 Ronde            | 13          |        |
| 9       | 17     | Norberto Fontana      | Sauber-Petronas   | 58     | +1 Ronde            | 14          |        |
| 10      | 21     | Tarso Marques         | Minardi-Hart      | 58     | +1 Ronde            | 21          |        |
| 11      | 15     | Shinji Nakano         | Prost-Mugen-Honda | 57     | Motor               | 15          |        |
| NF      | 9      | Mika Häkkinen         | McLaren-Mercedes  | 52     | Motor               | 3           |        |
| NF      | 23     | Jan Magnussen         | Stewart-Ford      | 50     | Motor               | 16          |        |
| NF      | 18     | Jos Verstappen        | Tyrrell-Ford      | 45     | Motor               | 20          |        |
| NF      | 6      | Eddie Irvine          | Ferrari           | 44     | Aandrijving         | 7           |        |
| NF      | 19     | Mika Salo             | Tyrrell-Ford      | 44     | Motor               | 18          |        |
| NF      | 16     | Johnny Herbert        | Sauber-Petronas   | 42     | Elektrisch probleem | 9           |        |
| NF      | 5      | Michael Schumacher    | Ferrari           | 38     | Wiellager           | 4           |        |
| NF      | 22     | Rubens Barrichello    | Stewart-Ford      | 37     | Motor               | 22          |        |
| NF      | 2      | Pedro Diniz           | Arrows-Yamaha     | 29     | Motor               | 17          |        |
| NF      | 4      | Heinz-Harald Frentzen | Williams-Renault  | 0      | Botsing             | 2           |        |
| NF      | 20     | Ukyo Katayama         | Minardi-Hart      | 0      | Spin                | 19          |        |

## Wetenswaardigheden
- Damon Hill scoorde zijn eerste punten voor Arrows.

## Statistieken
| Pole-position | Jacques Villeneuve | Williams-Renault | 1:21.598 |
| Snelste ronde | Michael Schumacher | Ferrari          | 1:24.480 |

## Noot
- Dit was de eerste podiumplaats voor Alexander Wurz.

1926 · 1927 · 1948 · 1949 · 1950 · 1951 · 1952 · 1953 · 1954 · 1955 · 1956 · 1957 · 1958 · 1959 · 1960 · 1961 · 1962 · 1963 · 1964 · 1965 · 1966 · 1967 · 1968 · 1969 · 1970 · 1971 · 1972 · 1973 · 1974 · 1975 · 1976 · 1977 · 1978 · 1979 · 1980 · 1981 · 1982 · 1983 · 1984 · 1985 · 1986 · 1987 · 1988 · 1989 · 1990 · 1991 · 1992 · 1993 · 1994 · 1995 · 1996 · 1997 · 1998 · 1999 · 2000 · 2001 · 2002 · 2003 · 2004 · 2005 · 2006 · 2007 · 2008 · 2009 · 2010 · 2011 · 2012 · 2013 · 2014 · 2015 · 2016 · 2017 · 2018 · 2019 · 2020 · 2021 · 2022 · 2023 · 2024 · 2025 · 2026 · 2027 · 2028 · 2029 · 2030 · 2031 · 2032 · 2033 · 2034